# Medalla d'Ifni-Sàhara
La Medalla d'Ifni-Sàhara va ser una condecoració espanyola creada per Decret de la Presidència del Govern, de data 4 de juliol de 1958, signada per Francisco Franco i l'almirall Luis Carrero Blanco, i publicada en el BOE n. 168, pàgines 1.263 i 1.264, del 15 de juliol de 1958. Obeïa a «la satisfacció del país i dels Exèrcits pel resultat de les operacions militars desenvolupades als territoris de l'Àfrica occidental espanyola» (Guerra d'Ifni). Encara que van deixar de realitzar-se concessions alguns anys després, no va ser fins a 2003 quan va ser formalment abolida
pel Reial decret 1040/2003.

## Descripció de la insígnia
La insígnia va consistir en una medalla de forma ovalada realitzada en metall daurat (per a generals, almiralls, caps, oficials i suboficials) o bronze (tropa i marineria), surmuntada per una corona militar de cabdillatge, que va ser substituïda per una corona reial tancada o moderna durant el regnat de Joan Carles I.
Anvers: va estar esmaltat de blau amb un estret bord exterior metàl·lic (per a generals, almiralls, caps, oficials i suboficials) o bronze (tropa i marineria). Com a motiu central apareixia reproduït un soldat armat de fusell, muntat sobre un camell situat de perfil i en actitud de disparar i que es trobava en el desert (amb unes dunes dibuixades en el fons i unes palmeres reproduïdes a la dreta). En primer pla, situades a l'esquerra, es mostrava una figuera de moro. En la part inferior de l'anvers se situava un creixent adornat amb branques de llorer i realitzat en esmalt blanc (per a generals, almiralls, caps, oficials i suboficials) o de bronze (tropa i marineria).
Revers: esmaltat de blau amb una vora gruixuda daurada (per a generals, almiralls, caps i oficials), completament daurat (suboficials) o de bronze (tropa i marineria). En la seva part central es mostrava l'escut d'Espanya (versions de 1945 i 1977), i en la vora, perfilat, envoltant a l'escut podia llegir-se l'expressió Ifni-Sàhara.
La insígnia es portava suspesa d'una cinta de color taronja, amb dues estretes vores exteriors de color blanc i una franja central amb els colors de la bandera d'Espanya.